# Charlie Woerner
Charles Kent Woerner (Tiger, Georgia, 16 de octubre de 1997) más conocido como Charlie Woerner, es un jugador profesional estadounidense de fútbol americano que se desempeña en la posición de tight end en San Francisco 49ers, equipo de la National Football League (NFL).

## Carrera
Fue seleccionado en la sexta ronda en la Reunión Anual de Selección de Jugadores de la NFL de 2020. Hizo su debut profesional con el equipo San Francisco 49ers, donde lleva jugando cuatro temporadas.